# مولتون برون
مولتون برون (انگلیسی: Molton Brown) شرکت خرده‌فروشی بریتانیایی است، که در سال ۱۹۷۱ تأسیس شد.